# آنتونیو گریلو (بازیکن فوتبال، زاده ۱۹۹۱)
آنتونیو گریلو (انگلیسی: Antonio Grillo؛ زادهٔ ۸ دسامبر ۱۹۹۱) بازیکن فوتبال است.
از باشگاه‌هایی که در آن بازی کرده‌است می‌توان به باشگاه فوتبال پرو ورچلی و باشگاه فوتبال پارما اشاره کرد.